# 袋鼠小天王 (2000年遊戲)
《袋鼠小天王》是一款由Tate Interactive於2000年推出的動作冒險電子遊戲。

## 評價
《袋鼠小天王》獲得褒貶不一的評價。

## 續作
《袋鼠小天王2》及《袋鼠小天王3》為其續作。